# Campionatul Mondial de Atletism din 2023 - 4x400 m (masculin)
Proba masculină de ștafetă 4x400 de metri de la Campionatul Mondial de Atletism din 2023 a avut loc în perioada 26-27 august 2023 pe Centrul Național de Atletism din Budapesta, Ungaria.

## Program
Ora este ora Ungariei (UTC+1)
| Dată      | Oră   | Etapă      |
| --------- | ----- | ---------- |
| 26 august | 19:30 | Calificări |
| 27 august | 21:37 | Finala     |

## Rezultate

### Calificări
Primele trei echipe din fiecare serie s-au calificat în finală (C), alături de alte două echipe cu cel mai bun timp.
| Loc | Serie | Culoar | Țară                       | Atleți                                                                         | Timp           | Note  |
| --- | ----- | ------ | -------------------------- | ------------------------------------------------------------------------------ | -------------- | ----- |
| 1   | 1     | 9      | Statele Unite ale Americii | Trevor Bassitt, Matthew Boling, Christopher Bailey, Justin Robinson            | 2:58,47        | C     |
| 2   | 1     | 4      | India                      | Muhammed Anas, Amoj Jacob, Muhammed Ajmal Variyathodi, Rajesh Ramesh           | 2:59,05        | C, RC |
| 3   | 1     | 3      | Marea Britanie             | Lewis Davey, Charlie Dobson, Rio Mitcham, Alex Haydock-Wilson                  | 2:59,42 [,412] | C, SB |
| 4   | 1     | 1      | Botswana                   | Zibane Ngozi, Baboloki Thebe, Laone Ditshetelo, Leungo Scotch                  | 2:59,42 [,420] | c, SB |
| 5   | 2     | 3      | Jamaica                    | Rusheen McDonald, Jevaughn Powell, Zandrion Barnes, D'Andre Anderson           | 2:59,82        | C, SB |
| 6   | 2     | 6      | Franța                     | Ludvy Vaillant, Loïc Prévot, David Sombé, Téo Andant                           | 3:00,05        | C, SB |
| 7   | 2     | 5      | Italia                     | Davide Re, Edoardo Scotti, Lorenzo Benati, Alessandro Sibilio                  | 3:00,14        | C, SB |
| 8   | 2     | 2      | Țările de Jos              | Liemarvin Bonevacia, Terrence Agard, Ramsey Angela, Isaya Klein Ikkink         | 3:00,23        | c, SB |
| 9   | 2     | 4      | Belgia                     | Julien Watrin, Dylan Borlée, Robin Vanderbemden, Alexander Doom                | 3:00,33        | SB    |
| 10  | 1     | 2      | Japonia                    | Naohiro Jinushi, Fuga Sato, Kentaro Sato, Yuki Joseph Nakajima                 | 3:00,39        | SB    |
| 11  | 2     | 9      | Germania                   | Jean Paul Bredau, Marvin Schlegel, Marc Koch, Manuel Sanders                   | 3:00,67        | SB    |
| 12  | 1     | 6      | Cehia                      | Matěj Krsek, Pavel Maslák, Vít Müller, Patrik Šorm                             | 3:00,99        | RN    |
| 13  | 2     | 8      | Kenya                      | Kennedy Kimeu Muthoki, Zablon Ekhal Ekwam, Kelvin Sane Tauta, Wyclife Kinyamal | 3:01,41        | SB    |
| 14  | 1     | 8      | Trinidad și Tobago         | Renny Quow, Asa Guevara, Shakeem McKay, Jereem Richards                        | 3:01,54        | SB    |
| 15  | 1     | 5      | Spania                     | Iñaki Cañal, Samuel García, Bernat Erta, Óscar Husillos                        | 3:02,64        | SB    |
| 16  | 1     | 7      | Ungaria                    | Ernő Steigerwald, Zoltán Wahl, Árpád Kovács, Attila Molnár                     | 3:02,65        | RN    |
| 17  | 2     | 7      | Sri Lanka                  | Aruna Darshana, Rajitha Nernajan Rajakaruna, Pabasara Niku, Kalinga Kumarage   | 3:03,25        |       |

### Finala
| Loc | Culoar | Țară                       | Atleți                                                               | Timp    | Note |
| --- | ------ | -------------------------- | -------------------------------------------------------------------- | ------- | ---- |
| 1   | 8      | Statele Unite ale Americii | Quincy Hall, Vernon Norwood, Justin Robinson, Rai Benjamin           | 2:57,31 |      |
| 2   | 7      | Franța                     | Ludvy Vaillant, Gilles Biron, David Sombé, Téo Andant                | 2:58,45 | RN   |
| 3   | 9      | Marea Britanie             | Alex Haydock-Wilson, Charlie Dobson, Lewis Davey, Rio Mitcham        | 2:58,71 | SB   |
| 4   | 6      | Jamaica                    | Rusheen McDonald, Roshawn Clarke, Zandrion Barnes, Antonio Watson    | 2:59,34 | SB   |
| 5   | 5      | India                      | Muhammed Anas, Amoj Jacob, Muhammed Ajmal Variyathodi, Rajesh Ramesh | 2:59,92 |      |
| 6   | 3      | Țările de Jos              | Isayah Boers, Terrence Agard, Ramsey Angela, Isaya Klein Ikkink      | 3:00,40 |      |
| 7   | 4      | Italia                     | Edoardo Scotti, Riccardo Meli, Lorenzo Benati, Davide Re             | 3:01,23 |      |
|     | 2      | Botswana                   | Zibane Ngozi, Baboloki Thebe, Laone Ditshetelo, Leungo Scotch        | DS      |      |